# هرایدمار
هرایدمار (به زبان نروژی باستان: Hreiðmarr) در اسطوره‌شناسی اسکاندیناوی پادشاه دورف‌ها، و یکی از شخصیت‌های ولسونگا ساگا و مجموعهٔ ادای منثور اثر اسنوری استورلوسون به‌شمار می‌رود.
هرایدمار پدر سه پسر به نام‌های رگین، فافنیر و اوتر بود. بر طبق ادای منظوم او همچنین پدر دو دختر به نام‌های لونهید و لینهید بود. او صاحب خانه‌ای از جنس طلا و جواهر بود که توسط رگین ساخته شده بود و فافنیر وظیفهٔ نگهبانی از آن را بر عهده داشت. هرایدمار پذیرای سه ایزد ازیر شامل اودین، لوکی و هونیر بود، اما وقتی دریافت که پسرش اوتر به‌طور اتفاقی توسط لوکی کشته شد آن‌ها را زندانی کرد. اوتر قادر به تغییر شکل بود و بیشتر اوقات خود را به شکل سمور آبی می‌گذراند. لوکی با پرتاب سنگی او را کشت و سپس از پوست او برای خود کیفی درست کرد. هرایدمار به هیچ وجه موافق آزادی آن‌ها نبود، مگر اینکه لوکی به عنوان خون‌بها، پوست اوتر را با طلای زرد پر کرده و پوشش خارجی آن را با طلایی سرخ بپوشاند. لوکی نیز با دزدیدن طلای سرخ اندواری و حلقهٔ زیبا و جادویی «اندوارانات» این کار را انجام داد.
هرایدمار سپس ایزدان را رها ساخت، اما زمان زیادی طول نکشید که از گنجینه خسته شد، چون نفرین حلقه بلافاصله شروع به عمل کرد. او که تمایلی به تقسیم گنجینه با دو پسر باقی‌مانده خود را نداشت، فافنیر و رگین نقشه قتل او را کشیدند. از جهتی فافنیر که تمام گنجینه را برای خود می‌خواست، هرایدمار را کشته و تمام گنجینه را برای خود برداشت و از دست برادر خود رگین فرار کرد. هرایدمار دخترانش، لونهید و لینهید، را فراخواند تا انتقام جنایت برادرشان را بگیرند و سپس درگذشت. او همچنین کلاه‌خودی را که پدرش داشت و «کلاه‌خود وحشت» نامیده می‌شد، و شمشیری را که «هروتی» نامیده می‌شد، برداشت. فافنیر نیز توسط نفرین حلقه به اژدهایی تبدیل شد تا اینکه او نیز به دست قهرمان سرگذشت‌نامه ولسونگ، زیگورد کشته شد.